# 臺北市立建國高級中學附設高級進修補習學校
臺北市立建國高級中學附設高級進修補習學校（英文譯名：Taipei Municipal Jianguo High School, JGHS，舊譯 Taipei Municipal Chien Kuo High School, CKHS）。簡稱建補、建中補校、建國中學補校、建國中學進修補習學校。臺北市政府教育局在2002年初宣布兩所明星補校隔年停招外，並規定自九十一學年度起，臺北市市立進修學校鎖定招收年齡十八歲以上的社會人士，且需要經過入學考試。

## 歷史
- 1946年1月28日台北一中更名為「臺灣省立臺北建國中學」，初設有日夜間部高中、初中、補習學校初高中等多種學制，一度男女兼收，1955年停止招收女生。
- 1949年八月設補校。[3]
- 1949年十月設夜間部。[3]
- 1983年停辦夜間部。
- 2002年奉台北市教育局命令，停辦建中暨北一女補校新生入學招生，建中補校走入歷史。

## 歷任主任
- 程恕人
- 徐建國

## 班級與制服
- 民國77年的編班命名方式與日校的數字編法不同，班級編班依序為忠、孝、仁、愛、信、義、和、平、禮、智、誠、正。
- 建中補校該校與日間部學生一樣一直採用台灣中學傳統的卡其色軍訓制服與綠色書包，卡其色制服已經成為該校學生認同的標誌之一。早期的制服在外表最明顯的差異在於學號，日間部是在卡其制服上綉藍色的學號，外套（夾克）上綉黃色的學號。夜間部及補校同學是在卡其制服上綉黑色的學號，外套（夾克）上綉白色的學號。

## 校園生活

### 自治活動
建中補校學生的自治活動以班聯會為主，另外為編輯畢業紀念冊、畢業典禮相關活動成立之畢聯會也算是學生自治活動的一部分。

### 校隊
橄欖球隊
建中校長劉玉春根據校史細數其來源，早在民國九年，素有日本「橄欖球之神靈」的松岡正男，便在台北一中播下橄欖球的種子。
民國十六年，一群學生從即將拆除的宿舍中，找到一個橄攬球，於是到圖書館中找到了當時的橄欖球規則，而再度玩了起來。球隊成立第三屆時設計了黑色球衣，是為了向當時全世界橄欖球賽最強的紐西蘭All Black隊看齊。故建中橄欖球隊又名黑衫軍。
這支沙漠軍團完全由同學自由摸索，那時，一位自韓國留學回國的國家代表隊員林棋坤，被隊員刻苦精神感動，義務擔任教練，而球技也有了極大進步。有次，建中雖獲冠軍，但林教練認為隊友未將精神完全表現出來，賽後每人賞了一個耳光，建橄隊員絕對服從長輩的精神，從此建立了。
建中操場原為黃土，當大雨傾盆，雖然泥濘遍地。賀翊新兩度任建中校長，重入學校時，對建橄大大支持，除了在經費上予以協助，更情商駐守部隊，搬運海砂，填墊原來的泥土操場，而成了罕見的海砂操場。一陣風颳起，海砂常搞得教室砂塵飛揚，後來歷任校長曾有心改變現況，但礙於經費而作罷，直到校長李大祥，才將沙漠變成綠洲，在操場植了綠草。
- 建中橄欖球隊晚期的球員，均由夜補校體育班的同學擔任，從早期的獨立一班，後來改為各班分一至兩三位隊員隨班上課。

### 社團
- 建中人社：建中人是建中補校學生自編的出版品，亦即補校同學的校刊社。建中人於1972年10月10日創刊，早期為班聯會主編月報形式，後夜補校參與，改為日夜校輪流出刊，夜間部由建中人社編輯，日間部由班聯會編輯股編輯。後夜補校之建中人改為半年刊，月報由日間部班聯會繼續編輯，今日已成隨校慶發行的刊物。建中人社在每年校慶時，會在園遊會的教室中擺攤舉辦校內書展，這已成為此社團多年的傳統。
- 禮兵社:原為建中補校交通糾察隊於民國72年大隊長許其成帶領下,以糾察隊裝備結合憲兵禮兵步等動作,在民國72年校慶正式演出大隊分列/標兵崗/巡邏哨/禮兵崗而正式更名為禮兵連,當時獲得黃校長讚賞而允諾補助經費;於是建中禮兵社正式誕生了!禮兵社是建中儀隊的前身,一般學校儀隊是由學校指派所成立的校隊。建中儀隊跟其他學校儀隊不太一樣，在3字頭建中補校（進修學校）的學長所創之社團──禮兵社，本質還是由學生經營的社團而非校隊，同時負責當時建中傍晚與夜間的交通隊勤務，建中禮兵社於民國七十四年由狄成治同學正式申請成立，隨著補校校方停止接辦國慶國父遺像隊，補校的班數與人數變少，社員來源緊縮，這時又有日校學弟願意加入，就這樣逐漸地轉移到日校去了，由補校轉變成日補合一，至民國八十九年時由禮兵社更名為儀隊。同年，日校交通隊也由學校轉交由建中儀隊管理。建中儀隊至今已有幾十年的歷史，也具有儀隊特有的特色──「學長制」，也因此得以強紀律、努力與熱心。(資料轉載於建中儀隊網頁http://camel.ck.tp.edu.tw/~ckhg/frame.htm)
- 管樂社：補校管樂社，創社於民國五十八年，由最初的劉均老師成立。在早期，建中夜管部一直都是負責室外演奏的部分。而自民國六十九年開始參加台北市管樂比賽，屢獲佳績，因而漸漸改變了夜管的演奏方式，從而由室外走向室內。民國七十五年之後，賴培宏與李政修接任社團指導老師。管樂社特有的特色──「學長制」。民國八十一年，成立社團法人的校友管樂團，取名為臺北市樂管樂社[永久]。
- 攝影社
- 吉他社
- 童軍社（建中童軍團，117團）：民國六十年，崔校長為表示對日夜補校同學一視同仁，由王世均老師於十一月七日成立一一七團，伙伴來源是補校及夜間部同學，六十七年由江耀璋老師接任團長至補校停招。（資料來源：飛越世紀，記建中童軍） （页面存档备份，存于）
- 愛心社
- 摔跤社：建補的摔跤社是因為保定摔跤大師常東昇的孫子常達偉學長就讀建中夜間部因此成立此社團，該校的數學老師彭老師也是摔跤高手。
- 電腦研習社
- 建補團契：是基督教校園福音團契機構所輔導成立的高中團契之一。

## 校友
- 王恒：中國百貨大亨，中國金鷹商貿董事長，公司市值逾一千三百多億新台幣。[5]
- 林佑星：藝人
- 林蒲英：Juniper瞻博網路台灣區總經理
- 陳博正：藝名阿西，本名陳博正，台灣知名演員、諧星。
- 邵大倫：台灣男歌手、廣播DJ、電視節目主持人。
- 毛亮傑：1991年畢業，好事聯播網廣播電台主播
- 岑永康：1992年畢，電視新聞主播
- 洪晟文：2006年金曲獎最佳編曲獎
- 胡家騏：1957年畢，曾任陸軍官校校長，第八軍團司令，軍情局長，中將退役轉任駐越南代表。

- 郭台強：正崴精密公司董事長[7]
- 馬志玲：元大集團總裁
- 馮定國：1968年丁班畢，中華民國立法委員
- 楊德昌：導演(建中夜校畢),2007年6月29日,因結腸癌於美國洛杉磯去世,享年59歲
- 謝坤山：1988年畢。1996年獲得第34屆全國「十大傑出青年」獎。
- 張文亮：台大教授[8]
- 張天霖：藝人(橄欖球隊)
- 張昭鼎：清華化學系教授[9]
- 錢君仲：新兵日記藝人
- 盧彥勳：網球選手
- 許時豪：藝人，常見於電視劇、微電影、廣告和MV
- MC HOTDOG：饒舌歌手

## 其它
以建中為背景的電影中，最著名的就是楊德昌的《牯嶺街少年殺人事件》，該片以楊德昌就讀中學時發生在建中夜校生的情殺事件為題材。其中校園部分都在建中取景，並刻意避開不符合時代感的校景，試圖重現數十年前壓抑封閉時代的凝重感覺。